# 比亚默劳河
比亚默劳河（英語：Pyamalaw River）是缅甸西南部伊洛瓦底省的一条河流。它是伊洛瓦底江的一条支流，形成了瓦溪码镇区与恩梅镇区的边界。河流上方有一座均贡桥。